# Isole Yaeyama
Le isole Yaeyama (八重山諸島?, Yaeyama-shotō, nella lingua yaeyama: Yaima, nella lingua di Okinawa: Yima) costituiscono un arcipelago nella Prefettura di Okinawa, in Giappone. Sono la parte meridionale del grande arcipelago delle isole Ryūkyū e si trovano in una delle zone più remote del paese. Comprendono Hateruma, l'isola abitata più a sud del Giappone, e Yonaguni, la più ad ovest, situata a 110 km dalle coste orientali di Taiwan. Formano il piccolo arcipelago delle Sakishima insieme al gruppo delle isole Miyako.

## Amministrazione
I territori delle Yaoyama sono suddivisi in 3 municipalità: le cittadine di Taketomi e Yonaguni, che formano il Distretto di Yaeyama, e la città di Ishigaki. Quest'ultima amministra anche le Senkaku, un arcipelago di remote isole che non fanno geograficamente parte delle Yaoyama.

## Isole principali
Di seguito l'elenco delle principali isole, suddivise per unità amministrative:
- città di Ishigaki
  - isola di Ishigaki (Ishigaki-jima)
- cittadina di Taketomi
  - Isola di Aragusuku (Aragusuku-jima)
  - Isola di Hateruma (Hateruma-jima)
  - Isola di Iriomote (Iriomote-jima)
  - Isola di Kohama (Kohama-jima)
  - Isola di Kuro (Kuroshima)
  - Isola di Sotobanari (Sotobanari-jima)
  - Isola di Taketomi (Taketomi-jima)
  - Isola di Yubu (Yubu-jima)
  - Isola di Hatoma (Hatoma-jima)
- cittadina di Yonaguni
  - Isola di Yonaguni (Yonaguni-jima)

## Cultura
Nelle Yaoyama vengono parlati principalmente due idiomi indigeni facenti parte delle lingue ryukyuane, anche se con tutti gli altri idiomi delle Ryūkyū e con il giapponese non sono mutuamente intelligibili:
- Lingua yonaguni, viene parlata principalmente dagli adulti esclusivamente a Yonaguni e, a causa dell'isolamento dei suoi abitanti, è molto diversa e non mutuamente intelligibile con la lingua yaeyama.[2]
- Lingua yaeyama, viene parlata nelle altre isole Yaoyama, ognuna delle quali ha un proprio dialetto.[3]

Tutti gli abitanti delle Yaoyama parlano la lingua giapponese, che viene insegnata nelle scuole.

### Festival di Mushaama
Il 14 luglio ha luogo il festival di Mushaama, in cui si celebra il raccolto durante la festività nazionale chiamata Obon. La caratteristica principale dell'evento è la sfilata della dea della fertilità Miroku (versione giapponese della divinità buddhista Maitreya) e dei suoi bambini chiamati shishi. Si svolgono anche danze folcloristiche, tra cui quella del leone.

## Turismo
Situate nei pressi del Tropico del Cancro, le Yaeyama hanno sviluppato l'industria del turismo grazie alle acque cristalline del mare e alla bellezza delle spiagge, molte delle quali sono protette da barriere coralline. Negli ultimi anni sono diventate una importante meta per gli appassionati di immersioni subacquee e di snorkeling e per chi vuole rilassarsi lontano dalle spiagge affollate. Gli unici aeroporti sono quelli di Ishigaki e di Yonaguni, mentre le altre isole sono collegate con un efficiente servizio di traghetti. Altri traghetti a lunga percorrenza collegano Ishigaki con Naha, nell'isola di Okinawa, e con Taiwan.

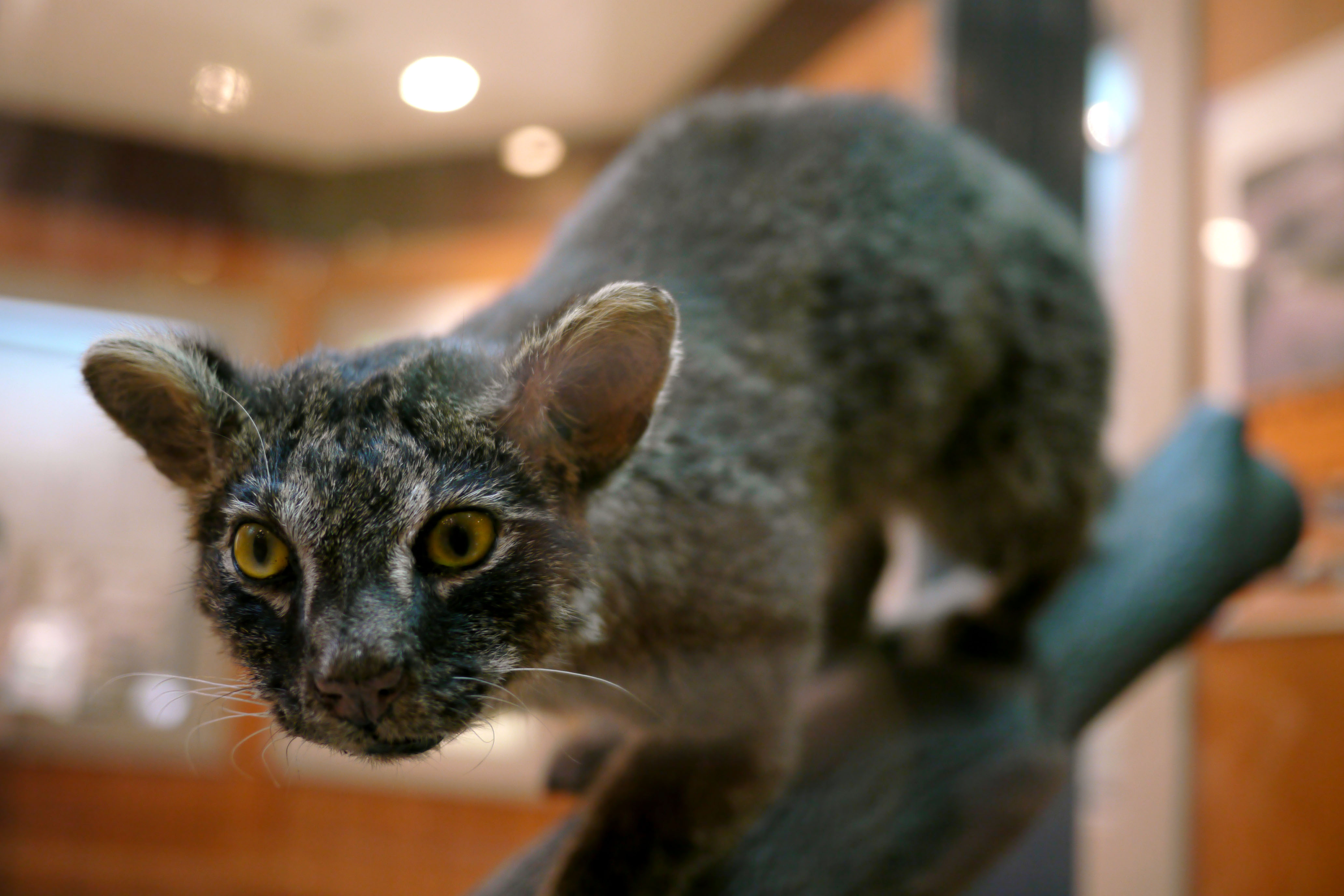
Gatto di Iriomote

## Flora e fauna
Le isole sono caratterizzate da un clima tropicale e subtropicale che danno vita a una lussureggiante vegetazione. Frequenti in riva al mare sono le mangrovie e gli alberi di pandanus.
Caratteristici delle isole sono il cavallo di Yonaguni ed il gatto di Iriomote (Prionailurus iriomotensis), un felino che vive esclusivamente nell'isola omonima ed è a rischio estremamente alto di estinzione. Le acque di Yonaguni sono ricche di marlin, un pesce molto pregiato, ed ogni luglio si danno convegno nell'isola numerosi appassionati per dar vita ad una competizione di pesca sportiva.